# Toyomichi Kurita
Toyomichi Kurita (栗田 豊道 Kurita Toyomichi; nascut el 1950) és un director de fotografia japonès que ha treballat tant al Japó com als Estats Units.
Kurita va guanyar el premi Independent Spirit a la millor fotografia per Inquietuds (1985) amb dues nominacions addicionals per Els moderns (1988) i Autopista Cheyenne (1989), i va ser nominat a un dels Premis de l'Acadèmia Japonesa pel seu treball a la pel·lícula de Nagisa Oshima de 1999  Taboo. Ha col·laborat amb directors com Oshima, Alan Rudolph, Paul Schrader, Tyler Perry, Robert Altman i Takashi Miike. És un antic alumne del Conservatori de l'American Film Institute.

## Biografia
Kurita es va graduar al programa de cinematografia de l'AFI Conservatory amb un màster en Belles Arts el 1981.

## Filmografia
| Any  | Títol                               | Director           | Notes                                                                |
| ---- | ----------------------------------- | ------------------ | -------------------------------------------------------------------- |
| 1979 | Taiyō o nusunda otoko               | Kazuhiko Hasegawa  | Segona unitat de fotografia Fotografiat per Tatsuo Suzuki            |
| 1984 | Night Patrol                        | Jackie Kong        | Fotografia addicional Fotografiat per Hanania Baer & Jurg V. Walther |
| 1984 | Big Wave                            | Walt Mulconery     | Documental                                                           |
| 1985 | Mishima: A Life in Four Chapters    | Paul Schrader      | Segona unitat de fotografia Fotografiat per John Bailey              |
| 1985 | Hard Rock Zombies                   | Krishna Shah       | Segona unitat de fotografia Fotografiat per Tom Richmond             |
| 1985 | Inquietuds                          | Alan Rudolph       | Independent Spirit a la millor fotografia                            |
| 1988 | Els moderns                         | Alan Rudolph       | Nominat- Independent Spirit a la millor fotografia                   |
| 1989 | Blood Red                           | Peter Masterson    |                                                                      |
| 1989 | Autopista Cheyenne                  | Jonathan Wacks     | Nominat- Independent Spirit a la millor fotografia                   |
| 1989 | Shadow of China                     | Mitsuo Yanagimachi |                                                                      |
| 1991 | A Rage in Harlem                    | Bill Duke          |                                                                      |
| 1991 | Grand Isle                          | Mary Lambert       |                                                                      |
| 1991 | Convicts                            | Peter Masterson    |                                                                      |
| 1993 | Moving                              | Shinji Sōmai       |                                                                      |
| 1994 | Lakota Woman: Siege at Wounded Knee | Frank Pierson      |                                                                      |
| 1995 | Waiting to Exhale                   | Forest Whitaker    |                                                                      |
| 1996 | Homecoming                          | Mark Jean          |                                                                      |
| 1996 | Infinity                            | Matthew Broderick  |                                                                      |
| 1996 | Crime of the Century                | Mark Rydell        |                                                                      |
| 1997 | Afterglow                           | Alan Rudolph       |                                                                      |
| 1999 | Cookie's Fortune                    | Robert Altman      |                                                                      |
| 1999 | Taboo                               | Nagisa Oshima      | Nominat- Premi de l'Acadèmia Japonesa a la millor fotografia         |
| 2004 | First Daughter                      | Forest Whitaker    |                                                                      |
| 2006 | Madea's Family Reunion              | Tyler Perry        |                                                                      |
| 2006 | Imprint                             | Takashi Miike      |                                                                      |
| 2007 | Daddy's Little Girls                | Tyler Perry        |                                                                      |
| 2007 | Sukiyaki Western Django             | Takashi Miike      | Premi a la millor fotografia (Festival de Sitges)                    |
| 2007 | Why Did I Get Married?              | Tyler Perry        |                                                                      |
| 2008 | The Family That Preys               | Tyler Perry        |                                                                      |
| 2009 | Toad's Oil                          | Kōji Yakusho       |                                                                      |
| 2010 | Why Did I Get Married Too?          | Tyler Perry        |                                                                      |
| 2011 | Madea's Big Happy Family            | Tyler Perry        |                                                                      |
| 2013 | The Brain Man                       | Tomoyuki Takimoto  |                                                                      |